# Лейк-Томагок (Вісконсин)
Лейк-Томагок (англ. Lake Tomahawk) — місто (англ. town) в США, в окрузі Онейда штату Вісконсин. Населення — 1155 осіб (2020).

## Демографія
Згідно з переписом 2010 року, у місті мешкали 1043 особи в 443 домогосподарствах у складі 289 родин. Було 1139 помешкань
Расовий склад населення:
| - 94,5 % — білих - 3,3 % — чорних або афроамериканців - 0,6 % — корінних американців |

До двох чи більше рас належало 1,6 %. Частка іспаномовних становила 0,4 % від усіх жителів.
За віковим діапазоном населення розподілялося таким чином: 13,0 % — особи молодші 18 років, 61,0 % — особи у віці 18—64 років, 26,0 % — особи у віці 65 років та старші. Медіана віку мешканця становила 51,5 року. На 100 осіб жіночої статі у місті припадало 127,7 чоловіків;  на 100 жінок у віці від 18 років та старших — 126,2 чоловіків також старших 18 років.
Середній дохід на одне домашнє господарство  становив 62 719 доларів США (медіана — 53 333), а середній дохід на одну сім'ю — 74 540 доларів (медіана — 58 565). Медіана доходів становила 41 302 долари для чоловіків та 34 167 доларів для жінок. За межею бідності перебувало 3,7 % осіб, у тому числі 2,5 % дітей у віці до 18 років та 3,2 % осіб у віці 65 років та старших.
Цивільне працевлаштоване населення становило 406 осіб. Основні галузі зайнятості: освіта, охорона здоров'я та соціальна допомога — 21,4 %, роздрібна торгівля — 16,7 %, будівництво — 11,3 %, мистецтво, розваги та відпочинок — 7,9 %.